# Два голоси
«Два голоси» — радянський телефільм-спектакль 1981 року, що складається з трьох новел про кохання, поставлених за мотивами класичних літературних творів.

## Сюжет
Фільм складається з трьох новел, прологу й епілогу. У пролозі та епілозі закадровий чоловічий голос розмірковує про кохання, про людські відносини й про те, що світ неможливо уявити без людини.

### Темні алеї
За мотивами однойменної новели Івана Буніна.
XIX століття, Російська імперія, кінець осені. Немолодий військовий Микола Олексійович ненадовго зупиняється на станції, щоб відпочити й перекусити з дороги. Але з подивом виявляє він, що господиня станції Надія, виявляється, його колишня кохана, яку він безсердечно кинув 30 років тому. Колишні закохані згадують молодість. Микола Олексійович, який за ці роки перетворився з молодика в високопоставленого керівника, заявляє: «Все минає, все забувається», на що Надія відповідає: «Все минає, та не все забувається». Потім вона розповідає, що так і не пробачила Миколі Олексійовичу за ці довгі роки, тому що досі любить його. Як виявляється, в обох не склалася доля — Миколу Олексійовича кинула дружина, що зрадила йому, а син, на якого він покладав великі надії, став безсовісним марнотратом; Надія ж, так і не вийшла заміж, сама веде господарство. Побувши ще недовго на станції, Микола Олексійович їде далі, оскільки він не має права спізнитися на поїзд. Візник Клим розповідає йому про те, що тепер Надія розбагатіла, дає багатьом людям гроші під відсотки, а якщо вчасно не віддав, то нарікай на себе. «Так, нарікай на себе» — з сумом повторює Микола Олексійович, для якого хвилини, проведені з Надією стають найчарівнішими в житті.

### Четверта Міщанська
За мотивами однойменного оповідання Євгена Євтушенка.
Москва, кінець 1950-х років. На Четвертій Міщанській вулиці живуть четверо друзів: вольовий Степан, кокетлива Римма, тиха Роза і безіменний оповідач (умовно Женя). Зовсім недавно вони виросли, а Римма вступила до театрального інституту і тут же стала якоюсь іншою — гордовитою. Роза ж раптом повідомляє хлопцям, що збирається їхати на цілину, Римма сміється з неї. Роза їде.
Одного вечора Женя і Степан прогулюються вулицею та помічають Римму, що вертається з кінотеатру після перегляду нового фільму «Дівчина з гітарою» з якимось морячком. Вона повідомляє, що це її друг Петя, який на сеансі зробив їй пропозицію, але вона відмовилася. Потім друзі разом з новим знайомим їдуть на річку купатися. Під час купання Римма зізнається Степану в любові, але той каже їй, що не любить її. Пізніше Степан з Женею заходять в ресторан, де хлопець пояснює оповідачеві, що Римма своєю гордовитою поведінкою намагається приховати щось хороше, що є в ній. Через деякий час Степан їде за розподілом в іншу місцевість, а Римма збирається виходити заміж за Петю. Але несподівано приходить лист — на цілині Роза гине від рук виключеного за її наполяганням з комсомолу хулігана. Дізнавшись про загибель своєї кращої подруги, Римма відмовляється виходити заміж за Петю, несподівано зрозумівши, що любить Степана…
Життя жорстоко нагадало Риммі про те, що воно — життя — дається тільки один раз, що не можна брехати собі самій у своєму єдиному житті.

### Ідеалістка
За мотивами однойменної п'єси Олександра Володіна.
Ленінград, 1920-ті роки, часи НЕПу. В бібліотеку, де працює Катерина, записується новий читач — студент Сергій Баклажанов. У бібліотекаря і читача виникає суперечка щодо кохання, про теорію склянки води, про комунізм і примітивної художньої літератури. Баклажанов стверджує, що любові немає, тоді як Катерина доводить йому зворотне. Студент глузливо називає її ідеалісткою. Катерину — самотню жінку з дочкою — ця розмова дуже злить.
Через якийсь час Сергій Баклажанов стає активним читачем бібліотеки. Здаючи книгу, він завжди висловлює свої думки, через що бібліотекар постійно з ним свариться. Але на початку 1940-х років, під вечір, він приходить просто так і заявляє, що хоче в дощову погоду прогулятися, сходити в кіно або викупатися з Катериною. Та намагається відмовитися, говорить, що її чекає дочка, але Баклажанов наполягає. Як аргумент він наводить те, що на роботі постійно згадував Катерину, і від цього йому ставало добре. Бібліотекар вже було погоджується, але потім питає Сергія, чи є у нього дружина. Той відповідає, що є, але ж він кличе Катерину не одружуватися, а просто прогулятися і поміркувати про соціалістичний реалізм. Та, дізнавшись про таку легковажність, відмовляється…
В роки блокади Катерина довго зберігає формуляри своїх читачів. Деякі повернулися з війни. Баклажанов теж повернувся з фронту і став доктором наук, але довго не відвідував бібліотеку — замість нього ходила дружина. А в 1949 році він все ж прийшов — постарілий, посивілий і … п'яний. У газеті про нього написали розгромну статтю, і навіть його прізвище писали там з маленької літери, тому він і запив. Катерина, яка зрозуміла, що, можливо, любить Сергія, намагається його заспокоїти, каже, що і Галілея лаяли, але той заявляє, що він зовсім не засмучений, тому що лають його бездарні критики. Катерина каже, що він скоро реабілітується. На це Баклажанов глузливо заявляє, що вона все ще ідеалістка. Після цього він йде назавжди.
Приблизно 1960-ті — 1970-ті роки. Катерина мала рацію — тепер Сергій Миколайович Баклажанов став всесвітньо відомим вченим, професором і разом з дружиною перестав ходити в бібліотеку — мабуть, обзавівся власною. Все це постаріла Катерина, яка все ще служить бібліотекарем (але вже в новій будівлі), розповідає глядачам. Вона, можливо, і забула б вже про свого колишнього читача, якби в бібліотеку не прийшов молодий чоловік Ігор Сергійович Баклажанов, який бажає записатися …

## У ролях
| Темні алеї - Владислав Стржельчик — Микола Олексійович, військовий - Лідія Федосєєва-Шукшина — Надія, господиня станції Четверта міщанська - Світлана Смирнова — Роза - Олена Капіца — Римма, актриса - Сергій Кушаков — Степан, коханий Римми - Євген Артем'єв — оповідач, друг Степана - Володимир Граніцин — гармоніст в ресторані - Євген Богат — батько Римми | Ідеалістка - Аліса Фрейндліх — Катерина, бібліотекар - Микита Михалков — Сергій Миколайович Баклажанов, професор, читач бібліотеки - Борис Бірман — Ігор Сергійович Баклажанов, новий читач бібліотеки Текст від автора читає Андрій Толубєєв. |

## Знімальна група
- Сценарій: Євген Богат
- Постановка: Олександр Бєлінський
- Оператор-постановник: Ігор Попов
- Художник-постановник: Борис Петрушанський
- Музика: Олександр Колкер
- Звукооператор: Йосип Міньков
- Текст пісень: Євген Євтушенко, Євген Вербін
- Художник по костюмах: Г. Джагізян
- Грим: І. Алексєєва
- Майстер по світлу: В. Титов